# Хасково (община)
Ха́сково (болг. Община Хасково) — община в Болгарии. Входит в состав Хасковской области. Население составляет 116 478 человек (на 21.07.05 г.).

## Состав общины
В состав общины входят следующие населённые пункты:
1. ↑  НСИ Националният регистър на населените места (болг.)